# Distretto di Şəmkir
Il distretto di Şəmkir (in azero: Şəmkir rayon) è un distretto dell'Azerbaigian. Il suo capoluogo è Şəmkir.